# والتر إي. ماسي
والتر إي. ماسي (بالإنجليزية: Walter E. Massey)‏ (ولد في 5 أبريل عام 1938) هو معلم، وفيزيائي، ومدير تنفيذي. هو رئيس معهد الفنون في شيكاغو منذ عام 2018، وكان يشغل سابقًا منصب رئيس المعهد منذ عام 2010 والمستشار في عام 2016. وهو أيضًا رئيس مجلس الإدارة المشرف على بناء مقراب ماجلان العملاق ويعمل كوصي لكليات مدينة شيكاغو. شغل ماسي في وقت سابق من مسيرته المهنية خدمته لأكثر من 10 سنوات رئيسًا لكلية مورهاوس. هو أيضًا رئيس سابق للمؤسسة الوطنية للعلوم، ومدير مختبر مختبر أرجون الوطني، ورئيس بنك أميركا. شغل مناصب عليا وإدارية في جامعة كاليفورنيا، وجامعة شيكاغو، وجامعة براون، وجامعة إلينوي.
ماسي هو الشخص الوحيد الذي شغل منصب رئيس الرابطة الأمريكية لتقدم العلوم ورئيس رابطة الكليات المستقلة للفن والتصميم. إضافة إلى ذلك، ماسي هو الشخص الوحيد الذي حصل على جائزة إنريكو فيرمي للعلوم والتكنولوجيا من جمعية شيكاغو التاريخية وجائزة الإنسانيات العامة من معهد إلينوي للعلوم الإنسانية.

## النشأة والتعليم
ولد ماسي في 5 نيسان عام 1938 في هاتيسبيرغ، ميسيسيبي. أظهر ماسي موهبة في الرياضيات عندما كان طفلًا، وفي منتصف المدرسة الثانوية كانت إنجازاته الأكاديمية قد أكسبته زمالة مؤسسة فورد لكلية مورهاوس في أتلانتا، جورجيا. هناك، بدأ يدرس الفيزياء النظرية، التي اختارها بشكل جزئي، إذ منحته الفرصة ليرتقي فوق التمييز العنصري الذي شهده في فترة شبابه ضمن الجنوب المعزول خلال الأربعينيات والخمسينيات. تخرج ماسي من كلية العلوم عام 1958.
لعب المعلمون دورًا هامًا في الحياة الأكاديمية لماسي. في البداية، كان يفتقر إلى التوجيه في مورهاوس إلى أن تلقى الإرشاد من سابينوس إتش. كريستنسن، وهو معلم فيزياء أبيض العرق يدرِّس في كلية السود التقليدية للرجال. ساعدت دروس كريستنسن ودعمه ماسي على نيل درجة البكالوريوس في الفيزياء والرياضيات. لاحقًا، واصل دراسته للفيزياء تحت إشراف يوجين فينبرغ كطالب دكتوراه في جامعة واشنطن في سانت لويس، ميزوري.
أثناء إنهاء دراسته للحصول على الدكتوراه، بدأ ماسي العمل في عام 1966 كعضو في فريق البحث في مختبر أرغون الوطني، الذي تديره جامعة شيكاغو لصالح وزارة الطاقة الأمريكية. ركز عمل ماسي في أرجون على دراسة نظرية الأجسام المتعددة للسوائل والمواد الصلبة، التي تحاول تفسير خصائص أنظمة الجسيمات التفاعلية ضمن حالات مختلفة. واصل أيضًا بحوثه الخاصة، فطبق وظائف أساسية مترابطة على كل من الهليوم السائل والصلب. بعد سنتين، قبل ماسي منصب أستاذ مساعد في جامعة إلينوي.

## مسيرته المهنية

### الأكاديمية ومناصرته المبكرة
وبينما كان يواصل بحثه الخاص، كانت فترة وجود ماسي في جامعة إلينوي أيضًا جزءًا من التزامه بتحقيق المساواة العرقية والاجتماعية فضلًا عن تحسين القدرة على الوصول إلى التعليم في العلوم والتكنولوجيا. في الليلة الأولى له في الجامعة، تم القبض على 264 طالبًا أسود كانوا يحتجون على التمييز العنصري في الجامعة. أدى ذلك الحادث إلى توليه منصب مستشار جمعية الطلاب السود والرئيس الأول لرابطة أعضاء هيئة التدريس والموظفين السود. خلال فترة تدريسه، وجد ماسي أن العديد من طلابه السود يفتقرون إلى الجهوزية في الرياضيات اللازمة للنجاح على مستوى الجامعة. أدى ذلك إلى اهتمامه بتحسين تدريس العلوم في المدارس الثانوية والالتزام به.
في عام 1970، عُرض على ماسي تعيينه أستاذًا مشاركًا في جامعة براون، وهو ما قبله، واستكمل بعد فترة وجيزة بعض أبحاثه الأكاديمية الأكثر أهمية حتى الآن، بالتعاون مع همفري ماريس لدراسة التغيرات في الموجات الصوتية في الهيليوم فائق الميوعة. بحلول عام 1975، كان قد عُيّن أستاذًا كاملًا وعميد كلية.

## وصلات خارجية
- والتر إي. ماسي على موقع إن إن دي بي (الإنجليزية)